# Macoma nasuta
Macoma nasuta är en musselart som först beskrevs av Conrad 1837.  Macoma nasuta ingår i släktet Macoma och familjen Tellinidae. Inga underarter finns listade i Catalogue of Life.